# 東洋モートン
東洋モートン株式会社（とうようモートン）は、東洋インキSCホールディングス株式会社の100%子会社であり、主に食品包装用のラミネート接着剤の開発、製造メーカー。

## 沿革
1975年	東洋インキ製造株式会社と米国Morton-Norwich Products, Inc.の50:50の合弁会社として設立
1979年	埼玉工場竣工・稼働開始
1991年	埼玉工場が危険物取扱優良工場賞受賞
1999年	ISO9001の認証取得
2001年	ISO14001の認証取得
2004年	埼玉工場管理棟・技術棟リニューアル
2010年	合弁パートナーである米国ローム・アンド・ハース・ケミカル社との合弁を円満に解消し、東洋インキ製造株式会社の100%子会社化
2012年	埼玉工場新生産棟竣工・稼働
2013年	本社事務所を中央区京橋二丁目7-19　京橋イーストビルに移転
2016年	本社事務所を東京都中央区京橋2丁目2-1　京橋エドグランに移転
2020年	埼玉工場新生産棟竣工・稼働
2022年　EUの包装材料に関する法規制に対応したラミネート接着剤をラインナップ

## 主な国内グループ会社の製造所・工場

### 本社
東京都中央区京橋2丁目2-1　京橋エドグラン

### 製造工場
埼玉県比企郡滑川町都25-26　東松山工業団地内

### グループ会社

#### 国内
- トーヨーケム株式会社川越製造所　埼玉県川越市中福286
- トーヨーケム株式会社西神工場　兵庫県神戸市西区高塚台1丁目5-7

#### 海外
- 三永インキ&ペイント製造株式会社　韓国
- TOYOCHEM SPECIALTY CHEMICAL SDN. BHD.　マレーシア
- 上海東洋油墨制造有限公司　中国
- TOYO INK INDIA PVT.　インド
- TOYO INK (THAILAND) CO., LTD. タイ

## 製品ラインナップ

### パッケージ用接着剤
- ドライラミネート用接着剤
- 無溶剤型ラミネート用接着剤
- 押出ラミネート用接着剤
- グロスラミネート用接着剤
- ヒートシール材

### 工業用接着剤
- リチウムイオン電池パッケージ用
- エレクトロニクス部材用
- 構造用接着剤(開発品)